# Kingstree (Carolina del Sur)
Kingstree es una ciudad ubicada en el condado de Williamsburg en el estado estadounidense de Carolina del Sur. Es sede del condado de Williamsburg. La ciudad en el año 2000 tiene una población de 3.496 habitantes en una superficie de 8.2 km², con una densidad poblacional de 429.9 personas por km². 

## Geografía
Kingstree se encuentra ubicado en las coordenadas 33°40′16″N 79°49′43″O / 33.67111, -79.82861. Según la Oficina del Censo, el pueblo tiene un área total de 8,2 km² (3,2 mi²), de la cual 8,1 km² (3,1 mi²) es tierra y 0,1 km² (0 mi²) (0.63%) es agua.

## Demografía
En el 2000 la renta per cápita promedia del hogar era de $21.022, y el ingreso promedio para una familia era de $31.250. El ingreso per cápita para la localidad era de $17.694. En 2000 los hombres tenían un ingreso per cápita de $31.993 contra $19.800 para las mujeres. Alrededor del 38.0% de la población estaba bajo el umbral de pobreza nacional. 

### Localidades adyacentes
El siguiente diagrama muestra a las localidades en un radio de 32 kilómetros (19,9 mi) de Kingstree.